# Comanthera xeranthemoides
Comanthera xeranthemoides är en gräsväxtart som först beskrevs av August Gustav Heinrich von Bongard, och fick sitt nu gällande namn av L.R.Parra och Ana Maria Giulietti. Comanthera xeranthemoides ingår i släktet Comanthera, och familjen Eriocaulaceae.

## Underarter
Arten delas in i följande underarter:
- C. x. strigillosa
- C. x. xeranthemoides